# 中央银行票据
中央银行票据（Central Bank Bills），简称“央行票据”，是中央银行为调节商业银行超额准备金，而向商业银行发行的短期债务凭证；相当于中央银行发行的“政府债券”（公债）。

## 市场作用
央行票据最重要的作用，就是一种公开市场操作的有效工具。央行通过发行央行票据，可以回笼基础货币；而央行票据到期，则体现为投放基础货币。商业银行在支付认购央行票据的款项后，其直接结果就是可贷资金量的减少。
此外，央行利用所设票据的期限，可以完善市场利率结构，形成市场基准利率。既弥补了公开市场操作的现券不足；还帮助了机构投资者可以灵活调剂手中的头寸，以减轻短期资金压力。

## 在中国大陸的发展
- 1993年，中国人民银行发布了《中国人民银行融资券管理暂行办法实施细则》，开始发行中央银行融资券。
- 2002年9月24日，中国人民银行将部分未到期正回购品种，转换为相同期限的中央银行票据。
- 2003年4月22日，中国人民银行正式通过公开市场操作发行了第一批央行票据；在一周后发布的当年第六号《公开市场业务公告》中，决定暂停每周二和周四的正回购操作；固定于每周二发行央行票据。

至此，中央银行票据开始成为中国人民银行货币政策日常操作的一项重要工具。